# Carmen Campuzano
Carmen Campuzano (pronúncia espanhola: [ˈkaɾmeŋ kamˈpusano]), nome artístico de María del Carmen Campuzano (Cidade do México, 7 de dezembro de 1970), é uma atriz e modelo mexicana. Apareceu na capa da revista Vogue três vezes e recebeu alguns prêmios de moda.
Em 2005, Campuzano foi tema de um episódio da série antológica mexicana Mujer, Casos de la Vida Real. O episódio, supostamente aprovado pela própria Carmen Campuzano, lidou com as crises médicas da atriz, que variaram de um ataque com meningite alegadamente causada por um ex-cozinheiro envenenando sua comida com fezes humanas; um acidente automobilístico que piorou seu vício em drogas prescritas e cocaína e, finalmente, seu compromisso involuntário com um hospital psiquiátrico onde ela alegou que foi maltratada fisicamente. No episódio, Campuzano foi interpretado pela atriz espanhola Frances Ondiviela.

## Prêmios e indicações
- Supermodel of the World (Mexico) em 1993 [5]
- Silver Star 1995[5]